# US Bancorp Tower
US Bancorp Tower – wieżowiec w Portland, w stanie Oregon, w Stanach Zjednoczonych, o wysokości 163 m. Budynek został otwarty w 1983 i liczy 42 kondygnacje.